# Блашкоаллее (станция метро)
«Блашкоаллее» (нем. Blaschkoallee) — название станции Берлинского метрополитена, расположенной на линии U7 между станциями «Гренцаллее» (нем. Grenzallee) и «Пархимер Аллее» (нем. Parchimer Allee) на пересечении улиц Блашкоаллее и Фриц-Ройтер-Аллее (нем. Fritz-Reuter-Allee).

## История

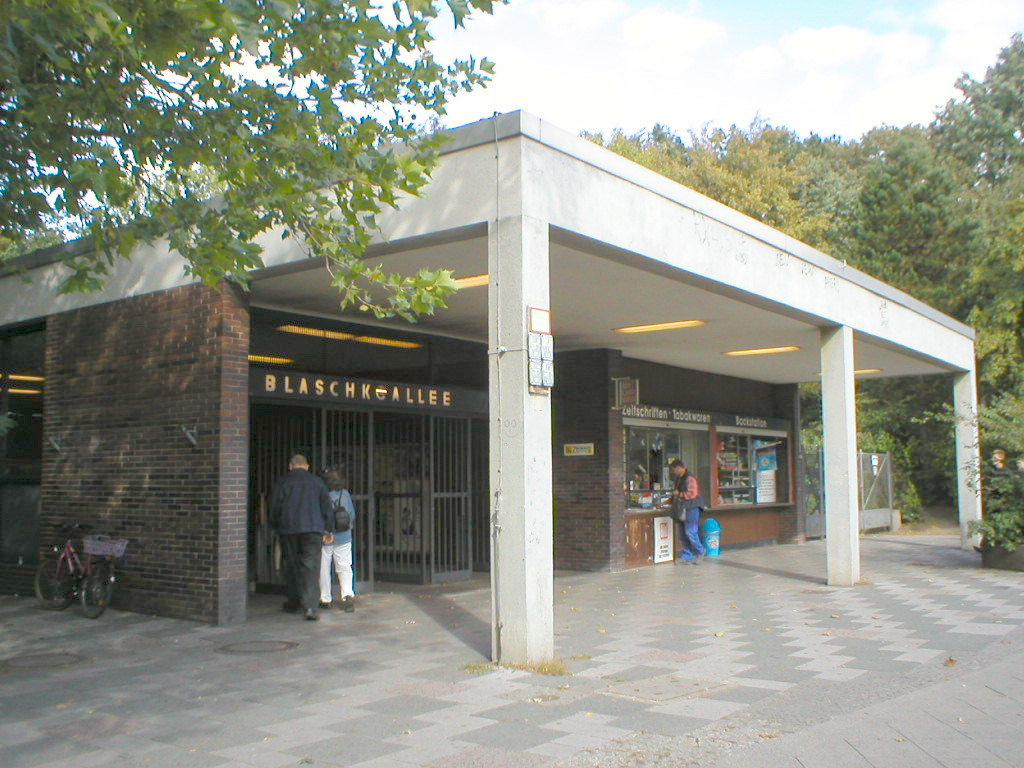
Наземный вестибюль

Открыта 29 сентября 1963 года в составе участка «Гренцаллее» — «Бриц-Зюд».

## Архитектура и оформление
Двухпролётная колонная станция мелкого заложения. Стены облицованы белой, а колонны — красной кафельной плиткой, стилизованной под кирпич. Станция имеет два наземных вестибюля, выходы в которые расположены в торцах платформы.